# Czynniki produkcji
Czynniki produkcji (nakłady) – wszystkie zasoby materialne lub usługi wykorzystywane w procesie produkcji dóbr. 
W klasycznym ujęciu wyróżnia się następujące czynniki produkcji: praca, kapitał, ziemia. Lista czynników produkcji czasami jest rozszerzana lub skracana w zależności od sposobu opisywania zjawisk ekonomicznych przez danego teoretyka ekonomii. Przykładowo, ekonomista angielski, A. Marshall, za czwarty czynnik uznawał organizację. Ekonomista austriacki, J. Schumpeter, za czwarty czynnik uznawał przedsiębiorczość. We współczesnych analizach ekonomicznych czasami operuje się tylko dwoma czynnikami produkcji - pracą ludzką i kapitałem. Do pojęcia kapitału zalicza się wtedy również ziemię jako jedno z aktywów trwałych.

## Geneza
Pojęcie czynników produkcji wywodzi się od dzieła Adama Smitha Badania nad naturą i przyczynami bogactwa narodów wydanego w 1776 roku. Dalej było ono rozwijane przez Davida Ricardo oraz Johna Stuarta Milla i stało się podstawą ekonomii politycznej.
W klasycznej ekonomii kapitałem były narzędzia i maszyny. Współcześnie określa się to jako kapitał fizyczny. Nie mniej ważny jest kapitał ludzki oznaczający zwykle wiedzę i umiejętności siły roboczej.

## Szybkość dostosowania czynników produkcji przedsiębiorstwa do zmiennych warunków rynkowych
Poziom wykorzystania niektórych czynników produkcji można zmieniać dość szybko, podczas gdy zmiana poziomu wykorzystania innych czynników produkcji może trwać długo. Wiąże się to z przekształceniem krzywej popytu na produkty przedsiębiorstwa i krzywej utargu krańcowego. Jeżeli obie krzywe  przesuną się w górę, wtedy przedsiębiorstwo zwiększy produkcję. Proces ten musi jednak zostać rozłożony w czasie. W krótkim okresie przedsiębiorstwo może dostosować tylko niektóre czynniki produkcji do zaistniałej sytuacji na rynku, przykładowo wprowadzając do harmonogramu pracy przedsiębiorstwa dodatkowe nadgodziny, jednakże nie ingerując w wydajność wykorzystywanej technologii. Wtedy też proces wytwórczy jest jedynie "pracochłonny". W długim okresie przedsiębiorstwo może zdecydować o zmianie technologii wytwarzania produktów na bardziej efektywną lub może postanowić wybudować nową fabrykę. Wtedy proces wytwórczy jest kapitałochłonny oraz wszystkie czynniki produkcji mogą będą dostosowane do zmienionych warunków rynkowych. Innymi słowy, w krótkim okresie ulegać zmianie może tylko poziom niektórych czynników produkcji, podczas gdy poziom pozostałych, najczęściej kapitału, pozostaje stały. W długim okresie poziom wszystkich czynników produkcji może ulec zmianie.